# Arthur Lourié
Pour les articles homonymes, voir Lourié.
Arthur Vincent Lourié est un compositeur russe, né Naoum Izraïlevitch Louria à Saint-Pétersbourg (Russie) le 14 mai 1892, décédé à Princeton (New Jersey) le 12 octobre 1966.

## Biographie

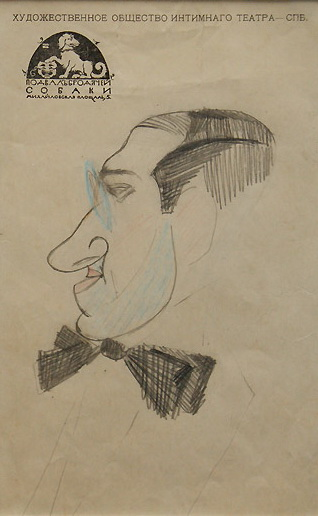
Caricaturé vers 1910

Lourié naît à Saint-Pétersbourg le 14 mai 1892. Issu d'une famille de confession juive, il se convertit au catholicisme et abandonne son nom de Naum Israelevitch Luria pour celui d'Arthur Sergueïevitch Lourié, puis d'Arthur Vincent Lourié, pour son admiration et en hommage à Vincent van Gogh et à la peinture française contemporaine ; lui-même sera également peintre, comme son collègue Arnold Schönberg. Son activité principale sera toutefois la musique qu'il étudie d'abord au Conservatoire de Saint-Pétersbourg jusqu'en 1913 ; il y apprend notamment la composition avec Alexandre Glazounov. Mais reprochant à l'enseignement du Conservatoire son académisme, il poursuit ses études musicales en autodidacte. Ses œuvres de jeunesse sont marquées par un romantisme tardif et influencées par Alexandre Scriabine ; il s'essaie aussi au dodécaphonisme et plus largement à l'atonalité — prônés par Schönberg — à partir des années 1910. Il fait partie de ceux qui fréquentent le cabaret Au chien errant. Ses rencontres avec les poètes Alexandre Blok et Anna Akhmatova vont le rapprocher du mouvement symboliste. Après la révolution russe de 1917, ses prises de position à l'encontre de l'académisme attirent l'attention d'Anatoli Lounatcharski, du Commissariat du Peuple à l'éducation, qui le nomme à la tête de la Direction de la Musique en janvier 1918, poste que Lourié occupe jusqu'en janvier 1921. Il occupe alors un poste d'enseignant, puis, en 1922, profite d'un voyage officiel à Berlin (où il fait la connaissance de Ferruccio Busoni, dont il devient un ami) pour demander l'asile politique. Il est immédiatement proscrit dans son pays natal. En 1924, il s'installe à Paris où il rencontre son compatriote Igor Stravinsky, avec lequel il se lie d'une grande amitié et dont il défendra ardemment la musique durant son séjour parisien. Sa propre musique est alors influencée par celle de Stravinsky et le néo-classicisme. Son passé bolchévique lui attire l'animosité de la communuauté russe exilée ; dans une lettre à Stravinsky, Prokofiev parle de « cette racaille que vous appelez si courtoisement Arthur Sergueïevitch ». En 1941, au début de l'occupation allemande, il quitte Paris et émigre aux États-Unis (s'installant d'abord à New York), avec l'aide d'un autre compatriote, le chef d'orchestre Serge Koussevitzky, auquel Lourié avait consacré une chronique biographique publiée en 1931.
La musique d'Arthur Lourié reste peu connue, attendant une plus large reconnaissance. Le catalogue de ses compositions est très varié et comprend des pièces pour piano, de la musique de chambre, des œuvres pour orchestre dont trois symphonies, des œuvres chorales et/ou pour voix soliste(s), mais aussi des musiques pour la scène dont un opéra encore jamais représenté à ce jour : Der Mohr Peter des Großen.

## Compositions (sélection)

### Pièces pour piano
- 1910 : Cinq préludes op. 1 ; Deux estampes op. 2 ;
- 1912 : Deux poèmes op. 8 ; Quatre poèmes op. 10 ;
- 1913 : Masques, sept pièces op. 13 ;
- 1914 : Synthèses, cinq pièces op. 14 ;
- 1915 : Formes en l'air, trois pièces dédiées à Pablo Picasso ;
- 1917 : Trois sonatines ;
- 1924 : Toccata ;
- 1926 : Valse en si ;
- 1927 : Marche en la bémol, A Vladimir Horowitz ; Petite suite en fa ; Gigue ;
- 1928 : Nocturne en si ;
- 1928: Intermezzo ;
- 1938 : Berceuse de la chevrette ; A Phoenix Park Nocturne ;
- 1957 : Petite suite en fa.

### Musique de chambre
- 1910 : Quatuor à cordes microtonal ;
- 1915 : Quatuor à cordes no 1 ;
- 1923 : Quatuor à cordes no 2 ;
- 1924 : Sonate pour violon et contrebasse ;
- 1926 : Suite pour quatuor à cordes (quatuor à cordes no 3) ;
- 1935 : La Flûte à travers le violon, pour flûte et violon ;
- 1942 : Dithyramb - Hymn for the Gods of Wine, pour flûte seule ;
- 1943 : Divertimento pour violon et alto ;
- 1956 : Pantomime pour clarinette seule ;
- 1957 : La Flûte de Pan pour flûte seule ;
- 1964 : Funeral Games in Honor of Chronos, pour flûte, piano et cymbales.

### Œuvres pour orchestre
Symphonies
- 1930 : Symphonie no 1 Sinfonia dialectica ;
- 1939 : Symphonie Kormtchaia (sans numéro) ;
- 1941 : Symphonie no 2.

Autres œuvres
- 1924 : Une petite musique de chambre, pour orchestre de chambre, avec violon solo ;
- 1933 : Suite symphonique tirée du ballet Das Festmahl während der Pest ;
- 1945 : Concerto da camera, pour violon et orchestre de chambre ;
- 1961 : Suite symphonique tirée de l'opéra Der Mohr Peter des Großen.

### Œuvres scéniques
- 1922 : Le Masque de Neige, musique de ballet pour chœurs et orchestre ;
- 1933 : Das Festmahl während der Pest, musique de ballet pour voix solistes et orchestre (+ autre version pour chœurs et piano) d'après la pièce Le Festin en temps de peste d'Alexandre Pouchkine ;
- 1961 : Der Mohr Peter des Großen, opéra en trois actes d'après le roman inachevé Le Nègre de Pierre le Grand de Pouchkine, pour voix solistes, chœurs et orchestre.

### Œuvres chorales
- 1919 : Im Heiligtum der goldenen Träume (Dans le temple du rêve d'or), cantate pour soprano et chœurs a cappella d'après Alexandre Blok ;
- 1921 : Klage - Lied pour chœur de femmes et cordes d'après Dante ; Trauerlied über den Tod eines Dichters (Chant funèbre sur la mort d'un poète)[2] pour chœurs et douze instruments à vent, sur un poème d'Anna Akhmatova ;
- 1929 : Concerto spirituale pour voix soliste, chœurs, piano, ensemble de cuivres et de contrebasses ;
- 1937 : Naissance de la beauté, cantate pour soprano, chœur de femmes et orchestre d'après Jules Supervielle ;
- 1942 : De ordinatione angelorum pour voix soliste, chœurs et instruments à vent ;
- 1951 : Anathema pour ténor, baryton, basse, chœur d'hommes et instruments à vent ;
- 1952 : Inno a San Benedetto il Moro pour deux voix solistes, chœurs et orchestre.

### Œuvres pour voix soliste
- 1915 : Das Weinen der Jungfrau Maria (Fragments d'une chanson pieuse du XIIIe siècle), pour voix, violon, alto et violoncelle, op. 26 ; Suite japonaise pour voix et piano ; Cinq rondeaux de Christine de Pisan (La dame chante doucement) pour voix et harpe ;
- 1918 : Elysium, huit lieder pour voix et piano d'après Pouchkine ; Unser Marsch, mélodrame pour voix et piano (ou orchestre) d'après Vladimir Maïakovski ;
- 1926 : Improperium pour baryton, deux violons et contrebasse ; Lied der Brigade pour voix et piano ;
- 1928 : Sonata liturgique Teil 1 pour voix de femme et ensemble de chambre ;
- 1934 : Procession pour deux voix de femmes et piano sur le poème de Raïssa Maritain, Édition russe de Musique
- 1958 : Paysage de sons pour voix et piano d'après Van Gogh ;
- 1964 : Sibylla dicit pour voix de femme et quatre instruments.